# Bernhard Gruber (Paläontologe)
Bernhard Gruber (* 1. Januar 1949 in Moskau) ist ein österreichischer Paläontologe.
Bernhard Gruber wurde 1977 an der Universität Wien zum Dr. phil. promoviert. Von 1977 bis 1980 war er am Paläontologischen Institut der Universität Wien Assistent. 1980 wurde er am Oberösterreichischen Landesmuseum in Linz wissenschaftlicher Beamter und später Leiter der geologischen bzw. paläontologischen Abteilung. 2007 wurde er pensioniert.

## Veröffentlichungen (Auswahl)
- Neue Ergebnisse auf dem Gebiet der Ökologie, Stratigraphie und Phylogenie der Halobien (Bivalvia). In: Mitt. Ges. Geol. Bergbaustud. Österr., 23, 1976, S. 181–198